# Carduelis
Carduelis är ett släkte med tättingar i familjen finkar (Fringillidae). Släktet har fått sitt vetenskapliga namn från latinets carduus, som betyder "tistel".
Traditionellt har släktet omfattat ett stort antal små finkar spridda i Europa, Asien, Nordamerika och Sydamerika, både grönfinkar, steglits, hämplingar, gråsiskor samt i stort sett alla övriga siskor förekommande i Eurasien och Amerika. Sentida DNA-studier har dock visat att arterna i släktet som det traditionellt är konstituerat inte är varandras närmaste släktingar. Ett flertal av arterna har därför förts till andra släkten:
- Grönfinkar utgör en basal utvecklingslinje tillsammans med ökenfink och guldvingefinkar och placeras i det egna släktet Chloris
- Gråsiska är systergrupp till korsnäbbar och lyfts ut till Acanthis
- Hämplingar förs till Linaria
- Grönsiska plus de amerikanska siskorna förs till Spinus

Studier visar åt andra hållet att citronsiskan, traditionellt i släktet Serinus, är mycket nära släkt med typarten för Carduelis, steglitsen, och bör därmed föras dit (och därmed underförstått också den mycket nära släktingen korsikansk siska). Carduelis består därför numera av endast vanligen fyra arter:
- Citronsiska (Carduelis citrinella)
- Korsikansk siska (Carduelis corsicana)
- Grå steglits (Carduelis caniceps)
- Steglits (Carduelis carduelis)

Carduelis i denna begränsade mening är närmast släkt med siskorna i Chrysocorythus och de tillsammans utgör en systergrupp till Serinus och Spinus.

### Övriga källor
- Lars Larsson (2001) Birds of the World, cd-rom